# Ester – om John Bauers hustru
Ester – om John Bauers hustru är en svensk TV-film från 1986 i regi av Agneta Elers-Jarleman. Filmen handlar om konstnären Ester Ellqvist, hustru till John Bauer. Rollen som Ellqvist spelas av Lena T. Hansson och rollen som Bauer av Per Mattsson.

## Rollista
- Lena T. Hansson – Ester Ellqvist
- Per Mattsson – John Bauer
- Suzanne Reuter – Märta Eriksson, konstnär
- Gunnel Fred – Elsa Giöbel-Oyler, konstnär
- Örjan Ramberg – konstnärsvän
- José Castro – konstnärsvän
- Kjell Tovle – konstnärsvän
- Gösta Bredefeldt – professor Cederström vid Konstakademien
- Björn Gedda – Richard Bergh, konstnär
- Henry Bronett – Isaac Grünewald, konstnär
- Inga Landgré – Esters mor
- Elionor Lundberg – Ester som barn
- Tomas Thyberg	– Putte, Esters och Johns son
- Thomas Roos – Åkerlund, förläggare
- Bernt Lundquist – Carl Larsson, konstnär
- Per Sandberg – Hampus
- Peter Pelz – Faustio, skulptör i Rom
- Gertrud Mariano – portvakt i Rom
- Agneta Elers-Jarleman – intervjuare (endast röst)

## Om filmen
Filmens manus skrevs av Elers-Jarleman och Jonas Cornell. Filmen fotades av Ralph Evers, klipptes av Louise Brattberg och innehöll musik komponerad av Gunnar Edander. Den premiärvisades den 8 december 1986 i Sveriges Television.